# Rathaus (Höchstädt an der Donau)

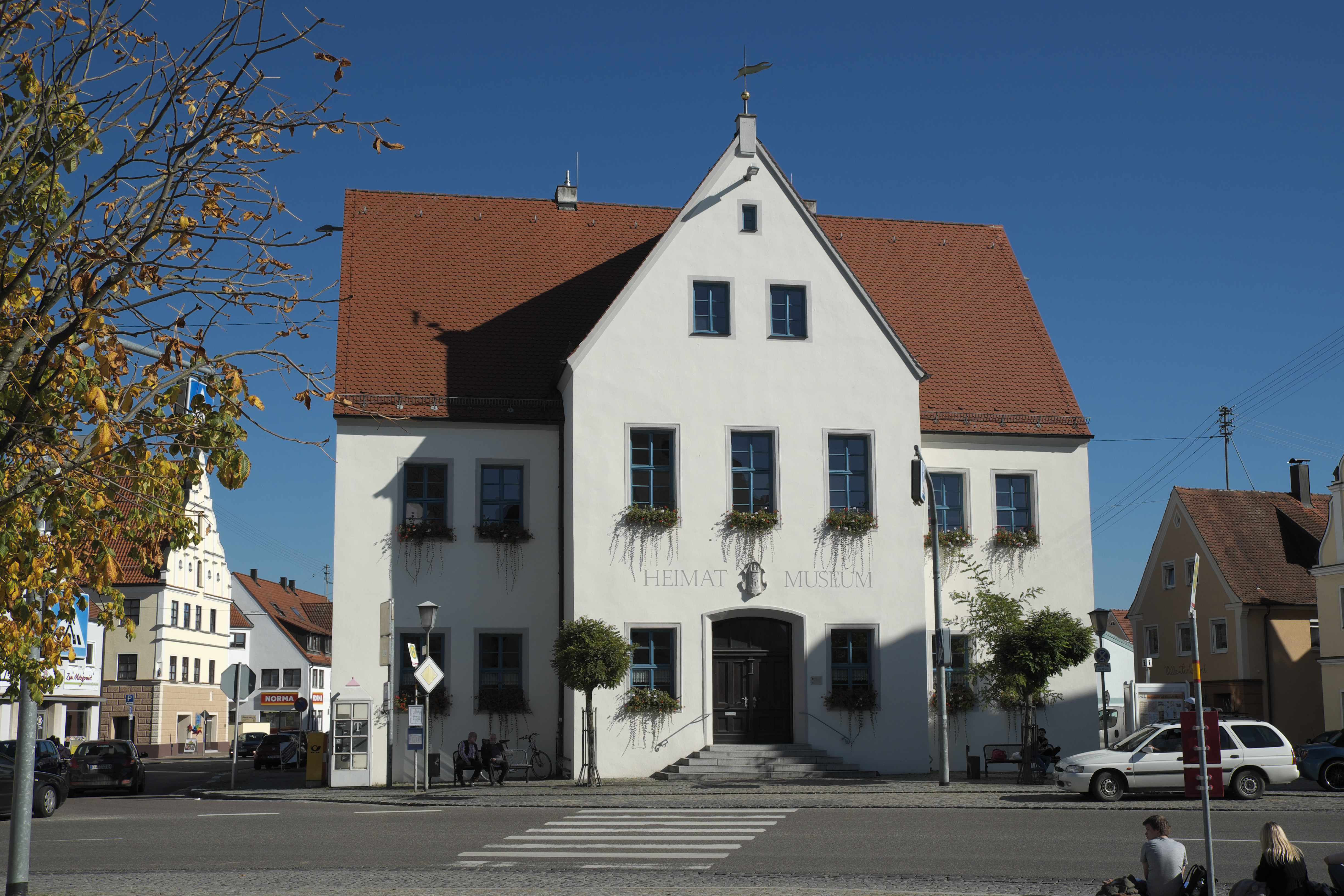
Ehemaliges Rathaus in Höchstädt an der Donau

Das Rathaus in Höchstädt an der Donau, einer Stadt im schwäbischen Landkreis Dillingen an der Donau in Bayern, wurde 1863 errichtet und um 1950 vereinfacht. Das ehemalige Rathaus am Marktplatz 7 ist ein geschütztes Baudenkmal. 
Der zweigeschossige Satteldachbau mit risalitartigem Zwerchbau zum Marktplatz hat durch seine Vereinfachung in den 1950er Jahren seinen Charakter wesentlich verändert. 
Das Gebäude wird seit einigen Jahren als Heimatmuseum genutzt. 